# Волжский район (Марий Эл)
Во́лжский райо́н (мар. Юлсер кундем) — административно-территориальная единица в составе Республики Марий Эл Российской Федерации. В рамках организации местного самоуправления ему соответствует Во́лжский муниципа́льный о́круг (до 2025 г. — муниципальный район).
Административный центр района — посёлок городского типа Приволжский.

## География

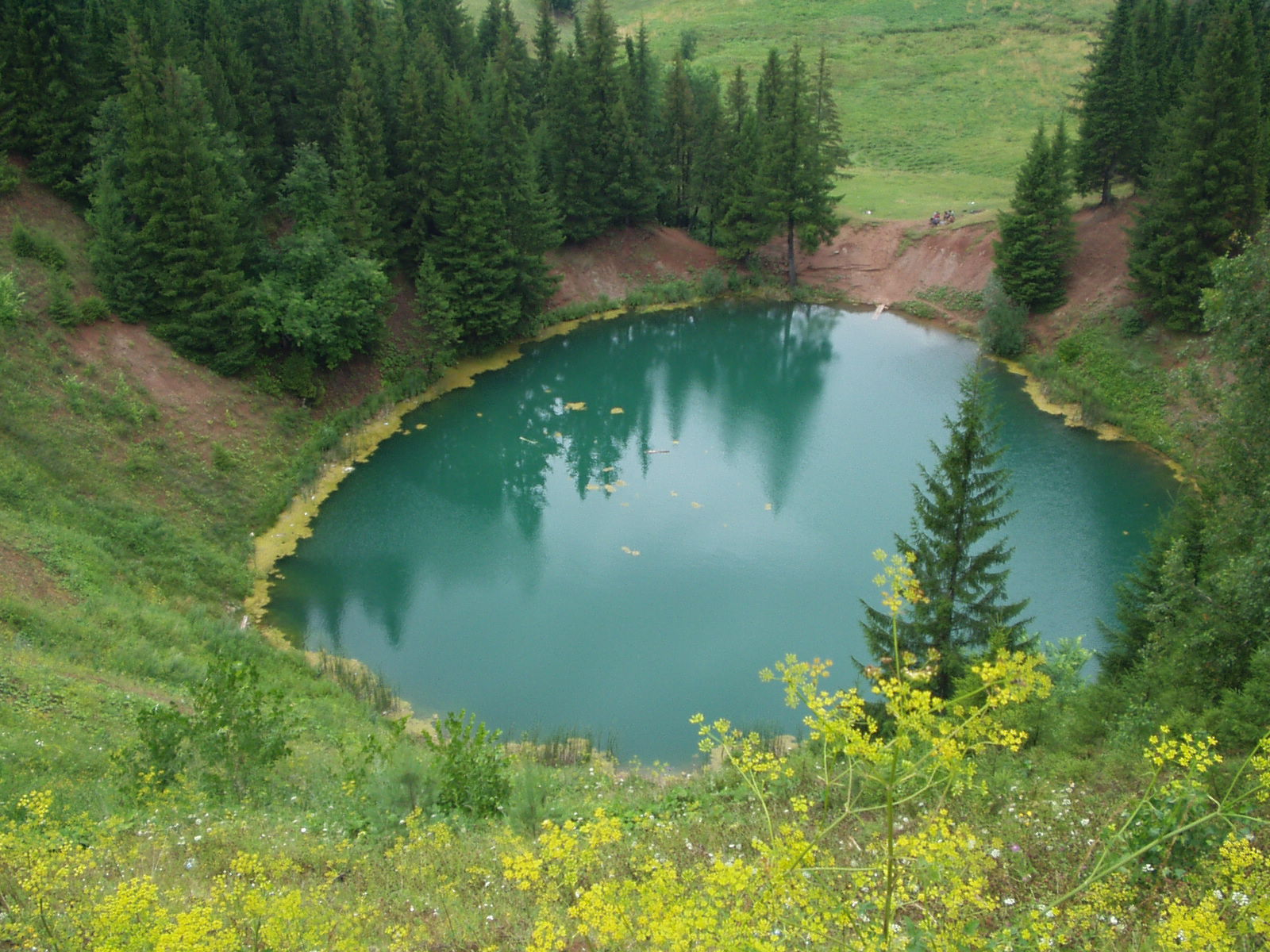
Озеро Морской Глаз

Район расположен на левобережье Волги на юго-востоке республики и граничит с Звениговским и Моркинским районами, с востока с республикой Татарстан и с юга через Волгу с республикой Чувашия.
Площадь района — 913,86 км² (или 91 386 га).
На территории района расположена юго-восточная часть национального парка «Марий Чодра». Бассейн Илети и её притоков. Карстовые озёра Яльчик, Глухое, Морской Глаз (Мӱшыл-Ер), Елан-Ер, Нужан-Ер, Югедем и др.

## История
В средние века территория района входила в Галицкую даругу Казанского ханства. В царское время территория была в составе Казанского, Чебоксарского и Царевококшайского уездов Казанской губернии. 
26 августа 1939 года решением Верховного Совета РСФСР путём объединения 6 сельсоветов Сотнурского района и 3 сельсоветов Звениговского района был создан Лопатинский район с районным центром в посёлке Лопатино при строящемся целлюлозно-бумажном комбинате. В 1940 году посёлок был переименован в Волжск и ему был присвоен статус города. В связи с переименованием район также был переименован в Волжский район. В 1956 году в состав района вошла часть упразднённого Сотнурского района. В 1959 году город Волжск был отнесен к городам республиканского подчинения, оставаясь центром Волжского района.
В соответствии с Законом Республики Марий Эл от 18 июня 2004 года № 15-З «О статусе, границах и составе муниципальных районов, городских округов в Республике Марий Эл» район преобразован в  Волжский муниципальный район в составе республики Марий Эл.
25 апреля 2025 года принят закон, по которому муниципальные образования Волжского района были объединены в Волжский муниципальный округ, новым административным центром которого стал пгт Приволжский вместо города Волжска. Закон вступил в силу 5 мая с переходным периодом до 31 декабря 2025 года.

## Население
| 1959    | 1970    | 1979    | 1989    | 2002    | 2009    | 2010    |
| ------- | ------- | ------- | ------- | ------- | ------- | ------- |
| 64 402  | ↘29 055 | ↘27 452 | ↘26 769 | ↘24 006 | ↘23 641 | ↗23 940 |
| 2011    | 2012    | 2013    | 2014    | 2015    | 2016    | 2017    |
| ↘23 898 | ↘23 452 | ↘22 824 | ↘22 224 | ↘22 134 | ↘22 107 | ↘22 104 |
| 2018    | 2019    | 2020    | 2021    | 2023    |         |         |
| ↘21 965 | ↘21 739 | ↘21 502 | ↘20 975 | ↘20 633 |         |         |

### Урбанизация
В городских условиях (пгт Приволжский) проживают 17,92 % населения района.

### Национальный состав
Национальный состав населения Волжского района согласно Всероссийской переписи населения 2010 года. По данным переписи в районе встречаются представители 24 национальностей.
| №  |                           | Население чел. (2010) | % от всего | % от указав- ших нацио- наль- ность |
| -- | ------------------------- | --------------------- | ---------- | ----------------------------------- |
|    | всего                     | 23 940                | 100,00 %   |                                     |
| 1  | Марийцы                   | 20 797                | 86,87 %    | 87,12 %                             |
| 2  | Русские                   | 2614                  | 10,92 %    | 10,95 %                             |
| 3  | Татары                    | 200                   | 0,84 %     | 0,84 %                              |
| 4  | Чуваши                    | 84                    | 0,35 %     | 0,35 %                              |
| 5  | Украинцы                  | 49                    | 0,20 %     | 0,21 %                              |
| 6  | Мордва                    | 36                    | 0,15 %     | 0,15 %                              |
| 7  | Азербайджанцы             | 15                    | 0,06 %     | 0,06 %                              |
| 8  | Белорусы                  | 15                    | 0,06 %     | 0,06 %                              |
| 9  | Армяне                    | 14                    | 0,06 %     | 0,06 %                              |
| 10 | Удмурты                   | 13                    | 0,05 %     | 0,05 %                              |
|    | другие                    | 34                    | 0,14 %     | 0,14 %                              |
|    | указали национальность    | 23 871                | 99,71 %    | 100,00 %                            |
|    | не указали национальность | 69                    | 0,29 %     |                                     |

По итогам переписи населения 2020 года проживали следующие национальности (национальности менее 0,1 % и другое см. в сноске к строке «Другие»):
| Национальность | Численность, чел. | Доля     |
| -------------- | ----------------- | -------- |
| Марийцы        | 17 563            | 83,73 %  |
| Русские        | 2761              | 13,16 %  |
| Татары         | 202               | 0,96 %   |
| Чуваши         | 58                | 0,28 %   |
| Молдаване      | 29                | 0,14 %   |
| Мордва         | 22                | 0,10 %   |
| Другие         | 340               | 1,63 %   |
| Итого          | 20 975            | 100,00 % |

## Административное деление

Административное деление Волжского района

В Волжский район как административно-территориальную единицу входят 1 посёлок городского типа (пгт) и 7 сельских округов. Сельские округа одноимённы образованным в их границах сельским поселениям, а пгт — городскому поселению.
До 2025 года в Волжский муниципальный район входило 8 муниципальных образований, в том числе 1 городское поселение и 7 сельских поселений.
| №        | Муниципальное образование | Административный центр | Количество населённых пунктов | Население (чел.) | Площадь (км²) |
| -------- | ------------------------- | ---------------------- | ----------------------------- | ---------------- | ------------- |
| 1e-06    | Городское поселение:      |                        |                               |                  |               |
| 1        | Приволжский               | пгт Приволжский        | 3                             | ↘3737            | 54,40         |
| 1.000002 | Сельские поселения:       |                        |                               |                  |               |
| 2        | Большепаратское           | село Новые Параты      | 13                            | ↘3006            | 60,30         |
| 3        | Карамасское               | деревня Чодраял        | 4                             | ↘1092            | 88,00         |
| 4        | Обшиярское                | деревня Полевая        | 9                             | ↘1525            | 104,56        |
| 5        | Петъяльское               | деревня Петъял         | 18                            | ↘3318            | 268,40        |
| 6        | Помарское                 | село Помары            | 7                             | ↘3987            | 103,00        |
| 7        | Сотнурское                | село Сотнур            | 13                            | ↘1980            | 102,00        |
| 8        | Эмековское                | село Эмеково           | 8                             | ↘1988            | 133,20        |

### Населённые пункты
| №  | Населённый пункт                  | Тип     | Население | Муниципальное образование          |
| -- | --------------------------------- | ------- | --------- | ---------------------------------- |
| 1  | 24 км Горьковской железной дороги | посёлок | ↘1        | Обшиярское сельское поселение      |
| 2  | Александровка                     | деревня | ↘3        | городское поселение Приволжский    |
| 3  | Алексеевское                      | село    | ↘46       | Эмековское сельское поселение      |
| 4  | Ашланка                           | деревня | ↗135      | Большепаратское сельское поселение |
| 5  | Березники                         | деревня | ↘435      | Помарское сельское поселение       |
| 6  | Бизюргуб                          | деревня | ↘393      | Большепаратское сельское поселение |
| 7  | Болотная                          | деревня | ↘104      | Эмековское сельское поселение      |
| 8  | Большая Сосновка                  | деревня | ↗296      | Петъяльское сельское поселение     |
| 9  | Большой Олыкъял                   | деревня | ↗99       | Петъяльское сельское поселение     |
| 10 | Васюткино                         | деревня | ↗95       | Большепаратское сельское поселение |
| 11 | Вахоткино                         | деревня | ↗193      | Большепаратское сельское поселение |
| 12 | Верхне-Азъяльский                 | хутор   | ↘29       | Сотнурское сельское поселение      |
| 13 | Верхний Азъял                     | деревня | ↘195      | Петъяльское сельское поселение     |
| 14 | Воскресенский                     | хутор   | ↗43       | Большепаратское сельское поселение |
| 15 | Данилкино                         | деревня | ↘94       | Петъяльское сельское поселение     |
| 16 | Ильнетуры                         | деревня | ↘364      | Обшиярское сельское поселение      |
| 17 | Иманайкино                        | деревня | ↘24       | Большепаратское сельское поселение |
| 18 | Инерымбал                         | деревня | ↘275      | Петъяльское сельское поселение     |
| 19 | Карай                             | деревня | ↗766      | Петъяльское сельское поселение     |
| 20 | Китунькино                        | деревня | ↘44       | Большепаратское сельское поселение |
| 21 | Кичиер                            | посёлок | ↘210      | Обшиярское сельское поселение      |
| 22 | Кленовая Гора                     | посёлок | ↘414      | Обшиярское сельское поселение      |
| 23 | Кожласола                         | деревня | ↗83       | Петъяльское сельское поселение     |
| 24 | Коротково                         | деревня | ↗130      | Обшиярское сельское поселение      |
| 25 | Красная Горка                     | деревня | ↘42       | городское поселение Приволжский    |
| 26 | Краснознаменский                  | хутор   | ↘2        | Эмековское сельское поселение      |
| 27 | Курмузаково                       | деревня | ↘194      | Сотнурское сельское поселение      |
| 28 | Куршембал                         | деревня | ↘87       | Сотнурское сельское поселение      |
| 29 | Кусола                            | деревня | ↘10       | Сотнурское сельское поселение      |
| 30 | Малая Сосновка                    | деревня | ↗82       | Петъяльское сельское поселение     |
| 31 | Малое Иваново                     | деревня | ↘74       | Петъяльское сельское поселение     |
| 32 | Малые Параты                      | деревня | ↗346      | Помарское сельское поселение       |
| 33 | Малый Карамас                     | деревня | ↘0        | Карамасское сельское поселение     |
| 34 | Малый Олыкъял                     | деревня | →9        | Петъяльское сельское поселение     |
| 35 | Микушкино                         | деревня | ↗190      | Большепаратское сельское поселение |
| 36 | Моркиялы                          | село    | ↘178      | Эмековское сельское поселение      |
| 37 | Нагорино                          | деревня | ↘92       | Петъяльское сельское поселение     |
| 38 | Нижний Азъял                      | деревня | ↗314      | Петъяльское сельское поселение     |
| 39 | Новые Параты                      | село    | ↘1419     | Большепаратское сельское поселение |
| 40 | Новый Карамас                     | деревня | ↘265      | Карамасское сельское поселение     |
| 41 | Нурмучаш                          | деревня | ↘79       | Карамасское сельское поселение     |
| 42 | Нуршари                           | деревня | ↗436      | Сотнурское сельское поселение      |
| 43 | Отымбал                           | деревня | ↗211      | Большепаратское сельское поселение |
| 44 | Очаково                           | деревня | ↘95       | Большепаратское сельское поселение |
| 45 | Памашенер                         | деревня | ↗173      | Сотнурское сельское поселение      |
| 46 | Паражбеляк                        | деревня | ↘44       | Сотнурское сельское поселение      |
| 47 | Пекоза                            | деревня | ↗22       | Обшиярское сельское поселение      |
| 48 | Передовик                         | деревня | ↘63       | Помарское сельское поселение       |
| 49 | Петъял                            | деревня | ↗829      | Петъяльское сельское поселение     |
| 50 | Пинжан Кукмор                     | деревня | ↘87       | Петъяльское сельское поселение     |
| 51 | Подгорные Шари                    | деревня | ↘73       | Сотнурское сельское поселение      |
| 52 | Полаткино                         | деревня | ↘96       | Сотнурское сельское поселение      |
| 53 | Полевая                           | деревня | ↗926      | Обшиярское сельское поселение      |
| 54 | Помары                            | село    | ↗2014     | Помарское сельское поселение       |
| 55 | Приволжский                       | пгт     | ↘3698     | городское поселение Приволжский    |
| 56 | Ромашкино                         | деревня | ↘61       | Обшиярское сельское поселение      |
| 57 | Сотнур                            | село    | ↗953      | Сотнурское сельское поселение      |
| 58 | Старые Параты                     | деревня | ↗312      | Большепаратское сельское поселение |
| 59 | Тошнер                            | деревня | ↘167      | Петъяльское сельское поселение     |
| 60 | Унур                              | хутор   | ↘1        | Помарское сельское поселение       |
| 61 | Урняк                             | деревня | ↘0        | Большепаратское сельское поселение |
| 62 | У Тумер                           | деревня | ↘46       | Сотнурское сельское поселение      |
| 63 | Учейкино                          | деревня | ↘291      | Петъяльское сельское поселение     |
| 64 | Чапейкино                         | деревня | ↘72       | Петъяльское сельское поселение     |
| 65 | Часовенная                        | деревня | ↘1125     | Помарское сельское поселение       |
| 66 | Чодраял                           | деревня | ↘1084     | Карамасское сельское поселение     |
| 67 | Шарембал                          | деревня | ↘94       | Сотнурское сельское поселение      |
| 68 | Шарибоксад                        | деревня | ↘142      | Сотнурское сельское поселение      |
| 69 | Шеренгуб                          | деревня | ↗145      | Помарское сельское поселение       |
| 70 | Эмеково                           | село    | ↗1504     | Эмековское сельское поселение      |
| 71 | Яльчик                            | посёлок | ↘5        | Эмековское сельское поселение      |
| 72 | Яльчикский                        | посёлок | ↗30       | Обшиярское сельское поселение      |
| 73 | Ярамор                            | деревня | ↗584      | Петъяльское сельское поселение     |

Упразднённые населённые пункты:
В 2023 году деревни Елагино и Челыкино включены в состав села Эмеково.

## Экономика

### Промышленность
Основная промышленность в Волжском районе — это производство деловой древесины и бумаги. В Волжске находится крупный Марийский ЦБК.
В районе озера Яльчик расположено несколько баз отдыха.

## Культура и образование
В Волжском районе расположена часть национального парка «Марий Чодра».